# NGC 5120
NGC 5120 est un amas ouvert situé dans la constellation de la Croix du Sud. Il a été découvert par l'astronome britannique John Herschel en 1835.
Le catalogue Lynga indique que la classification des amas ouverts de Robert Trumpler est II 1 m :b. Cela signifie que cet amas renferme  entre de 50 étoiles et 100 étoiles (lettre m) dont la concentration est moyenne (II) et dont les magnitudes se répartissent sur un petit intervalle (le chiffre 1). Toutefois, Lynga indique aussi que l'amas referme 30 membres. Cette contradiction entre la classification et le nombre de membres n'est pas rare dans le catalogue Lynga. Le symbole :b indique que NGC 5120 fait partie d'un double amas, peut-être NGC 5045 situé à proximité sur la sphère céleste.
Le professeur Seligman ainsi que Wolfgang Steinicke soutiennent qu'il s'agit d'un groupe d'étoiles, ce qui expliquent sans doute le peu d'études réalisées sur NGC 5120. D'ailleurs, Google Scholar ne retourne que trois articles lorsqu'on utilise la requête NGC 5120.

## Observation
Avec une magnitude visuelle de 10,8, on peut observer l'amas avec un télescope dont l'ouverture est d'au moins 150 mm.

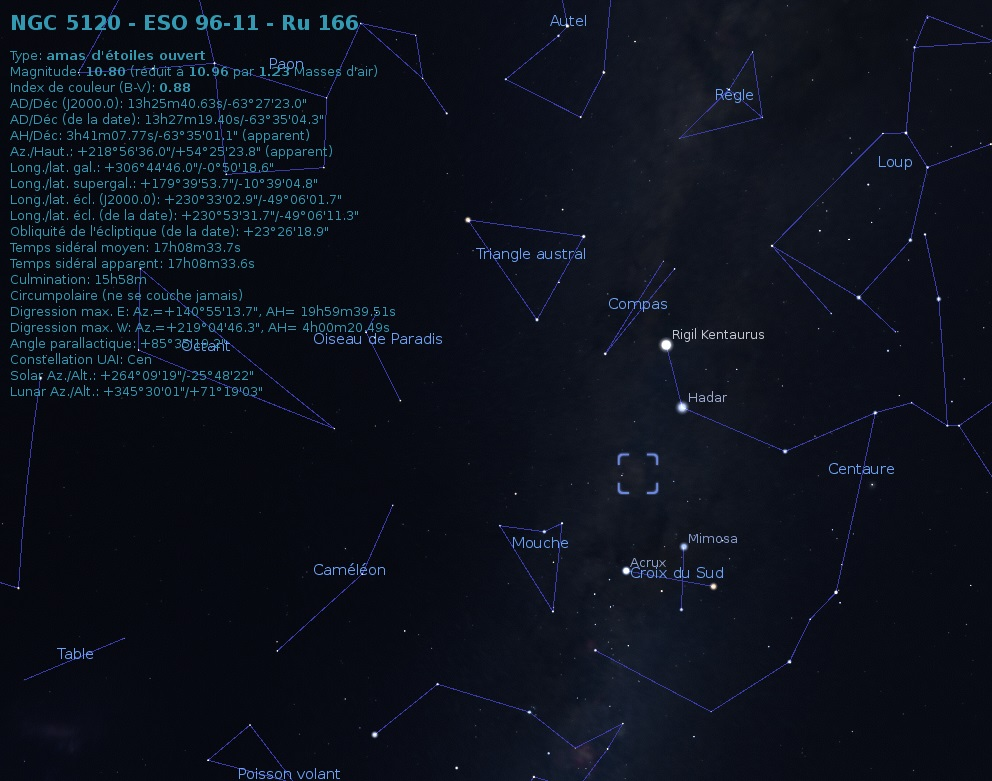
Localisation de NGC 5120 dans la constellation de Scorpion. (Stellarium)

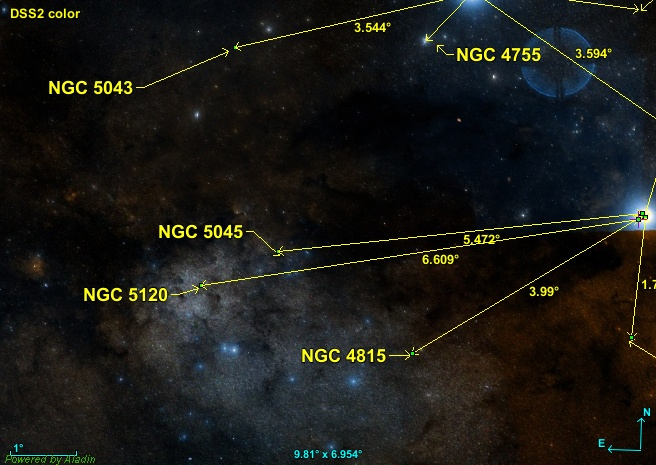
Position de NGC 5120 par rapport à deux étoiles.

NGC 5120 est situé à environ 6,6 degrés au sud-est de l'étoile Acrux (Alpha Crucis). De nombreux amas ouverts se trouvent dans la même région du ciel.